# كويزي أصغر
كويزي أصغر (الاسم العلمي: Cantharellus minor) هو نوع من الفطريات يتبع جنس الكويزي من فصيلة الكويزية.